# Dendrobates truncatus
Espèce
Synonymes
- Phyllobates truncatus Cope, 1861 "1860"

Statut de conservation UICN

 LC  : Préoccupation mineure
Statut CITES
Dendrobates truncatus est une espèce d'amphibiens de la famille des Dendrobatidae.

## Répartition
Cette espèce est endémique de Colombie. Elle se rencontre dans les bassins du río Magdalena et du río Sinú de 530 à 800 m d'altitude.

## Publication originale
- Cope, 1861 "1860" : Descriptions of Reptiles from Tropical America and Asia. Proceedings of the Academy of Natural Sciences of Philadelphia, vol. 12, p. 368-374 (texte intégral).